# Delikatess

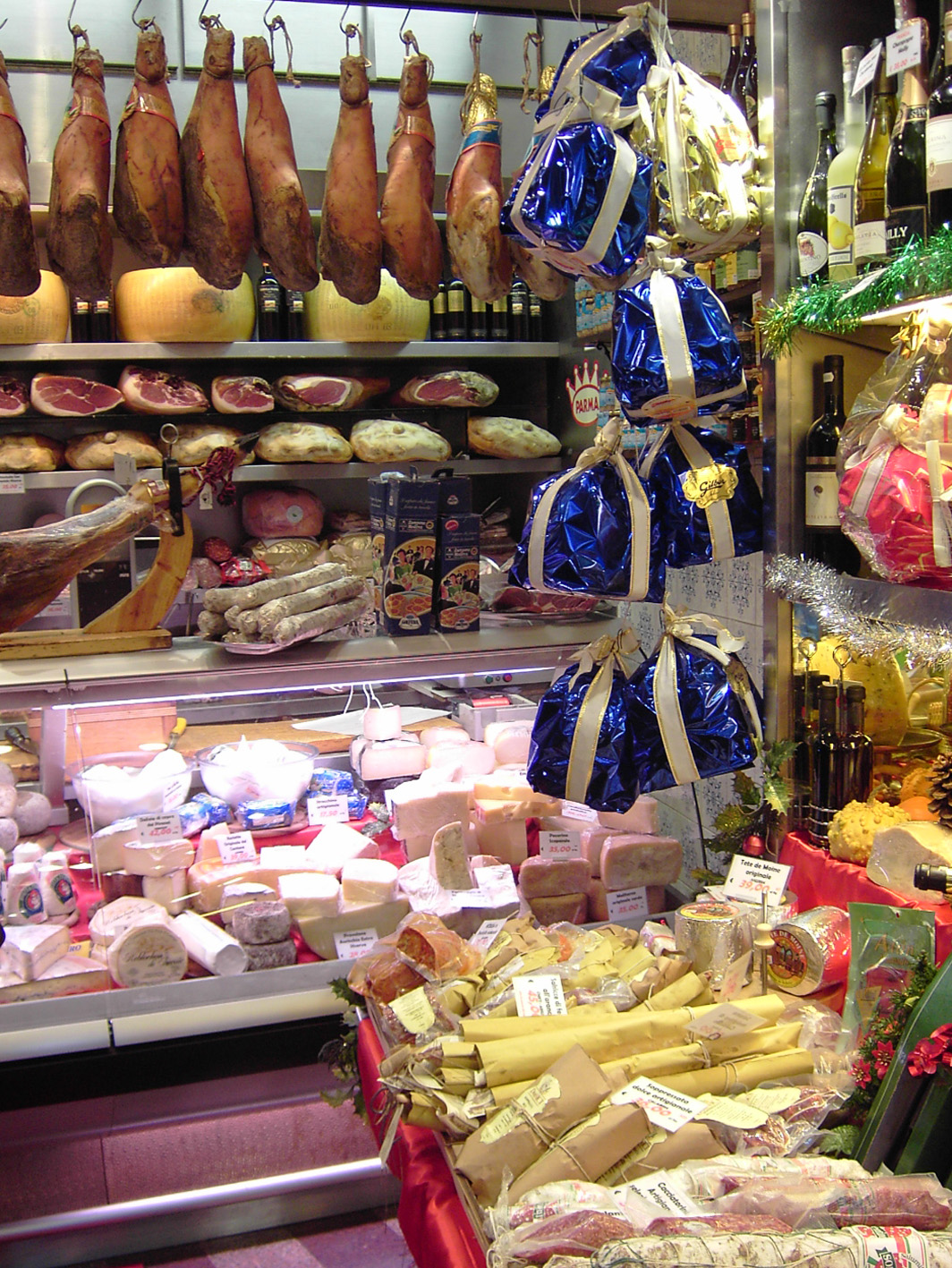
Italiensk delikatessbutik i Rom.

Delikatess eller läckerhet är ord som man kan använda om olika sorters god mat. 
Att någonting kallas delikatess behöver dock inte innebära att alla tycker den är god eller ser läcker ut. Vindruvor och vissa ostar är exempel på klassiska delikatesser. Sedan finns det lokala eller regionala delikatesser som ofta syftar på omtyckta specialiteter på en ort eller i ett område. Det är även vanligt att tillverkare använder begreppet för att särskilja exempelvis charkvaror som har högre kötthalt eller finare råvaror än ordinarie sortiment.
Förr var det vanligt med delikatessbutiker. Numera går de ofta under namnet deli.